# MLA Handbook
MLA Handbook (wyd. 9, 2021), wcześniej MLA Handbook for Writers of Research Papers (1977–2009), ustanawia system dokumentowania źródeł w pismach naukowych. Jest publikowany przez Modern Language Association z siedzibą w Stanach Zjednoczonych. Według organizacji ich MLA style "has been widely adopted for classroom instruction and used worldwide by scholars, journal publishers, and academic and commercial presses" ["został szeroko przyjęty do nauczania w klasie i jest używany na całym świecie przez naukowców, wydawców czasopism oraz prasy akademickie i komercyjne"].
MLA Handbook powstał jako skrócona studencka wersja MLA Style Manual. Oba są akademickimi przewodnikami po stylach, które były szeroko stosowane w Stanach Zjednoczonych, Kanadzie i innych krajach, zapewniając wytyczne dotyczące pisania i dokumentowania badań w naukach humanistycznych, takich jak anglistyka (w tym język angielski, pisanie i literatura napisana w języku angielskim); badanie innych współczesnych języków i literatur, w tym literatury porównawczej; krytyce literackiej; studiach medialnych; kulturoznawstwie; oraz dyscyplinach pokrewnych. Wydana w kwietniu 2016 r. ósma edycja MLA Handbook (podobnie jak jej poprzednie edycje) jest skierowana przede wszystkim do nauczycieli i studentów szkół średnich i licencjackich.
MLA ogłosiła w kwietniu 2016 r., że MLA Handbook będzie odtąd "the authoritative source for MLA style" ["autorytatywnym źródłem stylu MLA"], a trzecie wydanie MLA Style Manual z 2008 r. będzie ostatnim wydaniem tego większego dzieła. W ogłoszeniu stwierdzono również, że organizacja "is in the process of developing additional publications to address the professional needs of scholars" ["jest w trakcie opracowywania dodatkowych publikacji w celu zaspokojenia profesjonalnych potrzeb naukowców"].

## Historia
MLA Handbook wyrósł z pierwotnego MLA Style Sheet z 1951 roku (poprawiony w 1970 r.), 28-stronicowego "more or less official" ["mniej–więcej oficjalnego"] standardu. Pierwsze pięć wydań, opublikowanych w latach 1977–1999, nosiło tytuł MLA Handbook for Writers of Research Papers, Theses, and Dissertations. W 2003 r. szóste wydanie zmieniło tytuł na MLA Handbook for Writers of Research Papers.
Główne zmiany siódmego wydania w porównaniu z szóstym wydaniem to "no longer recogniz[ing] a default medium and instead call[ing] for listing the medium of publication [whether Print or Web or CD] in every entry in the list of works cited" ["zaprzestanie uznawania domyślnego nośnika i zamiast tego wezwanie do wymienienia nośnika publikacji [drukowanego albo internetowego albo CD] w każdym wpisie na liście cytowanych prac"], zalecanie nie podawania adresów URL, oraz preferowanie kursywy zamiast podkreślenia. Dodatkowo, siódme wydanie zawierało stronę internetową z pełnym tekstem książki. Późniejsze dodatki online pozwoliły na cytowanie e-booków i tweetów.
Główne zmiany ósmego wydania w porównaniu z siódmym wydaniem to "shift[ing] our focus from a prescriptive list of formats to an overarching purpose of source documentation" ["przeniesienie naszej uwagi z nakazowej listy formatów na nadrzędny cel dokumentacji źródłowej"]. Wydany wiosną 2016 r., zmienia strukturę listy cytowanych prac, najbardziej bezpośrednio poprzez dodanie skrótów dla tomów i wydań (vol. oraz no.), stron (p. albo pp.), nie skracanie słów jak "editor" ["redaktor[ka]"] albo "translator" ["tłumacz[ka]"], używanie adresów URL w większości przypadków (choć preferuje DOI, jak w APA), oraz nie faworyzowanie medium publikacji. Dziewiąte wydanie z 2021 r. zawiera więcej przykładów, zaleca bardziej inkluzywny język i zaleca, aby adresy URL były opcjonalne, przy czym preferowane są DOI i permalinki. Dziewiąte wydanie zawiera również zasady dotyczące bibliografii z przypisami.

### Wydania
Poniższa tabela określa rok publikacji każdego wydania MLA Handbook.
| Wydanie | Rok  |
| ------- | ---- |
| 1       | 1977 |
| 2       | 1984 |
| 3       | 1988 |
| 4       | 1995 |
| 5       | 1999 |
| 6       | 2003 |
| 7       | 2009 |
| 8       | 2016 |
| 9       | 2021 |

### MLA Style Manual
MLA Style Manual, wcześniej zatytułowane MLA Style Manual and Guide to Scholarly Publishing w drugim (1998) i trzecim wydaniu (2008), był akademickim przewodnikiem stylistycznym opracowanym przez amerykańską organizację Modern Language Association of America (MLA) opublikowany po raz pierwszy w 1985 roku. MLA ogłosiło w kwietniu 2016 r., że publikacja zostanie przerwana: trzecie wydanie będzie ostatnim i zostanie "taken out of print" ["wycofane z druku"]. W ogłoszeniu stwierdzono również, że to, co zaczęło się jako skrócona wersja dla studentów, MLA Handbook, miało zostać "the authoritative source for MLA style" ["autorytatywnym źródłem stylu MLA"], i że organizacja była "in the process of developing additional publications to address the professional needs of scholars" ["w procesie opracowywania dodatkowych publikacji w celu zaspokojenia profesjonalnych potrzeb naukowców"].

#### Użycie
Styl dokumentacji MLA jest używany w naukach humanistycznych, szczególnie w anglistyce, współczesnych języków i literatur, literatury porównawczej, krytyce literackiej, studiach medialnych, kulturoznawstwie, oraz dyscyplinach pokrewnych.
MLA Style Manual to jedna z dwóch książek na temat stylu dokumentacji MLA opublikowanych przez MLA. Podczas gdy MLA Handbook jest skierowany do uczniów szkół średnich i policealnych oraz ich nauczycieli, docelowymi odbiorcami MLA Style Manual byli przede wszystkim absolwenci, naukowcy akademiccy, profesorowie, profesjonalni pisarze, oraz redaktorzy.

#### Historia
Zarówno MLA Handbook, jak i MLA Style Manual, zostały poprzedzone wąską broszurą zatytułowaną MLA Style Sheet, opublikowaną po raz pierwszy w 1951 roku i poprawioną w 1970 roku. Style Sheet został wycofany z druku po komercyjnym sukcesie Handbook, tworząc potrzebę, żeby Manual był dodatkiem do Handbook.
MLA Style Manual miał wyjść z druku w 2016 roku. W kwietniu 2017 r. organizacja ogłosiła, że będzie "developing additional publications to address the professional needs of scholars" ["opracowywała dodatkowe publikacje w celu zaspokojenia potrzeb zawodowych naukowców"].